# Людовик I де Шалон-Тоннер

Графство Тоннер на карте Франции, XV в.

Луи I де Шалон (фр. Louis Ier de Chalon; ок. 1350 — 1398) — граф Тоннера с 1366 года, сеньор де Шательбелен. Получил прозвище Зелёный шевалье («le Chevalier Vert») по цвету шарфа. Сын Жана III де Шалона (1321/22—1379) и Марии Креспен дю Бек.

## Биография
После признания отца недееспособным вследствие безумия (1366 год) получил Тоннер, а его старший брат Жан IV — Осер. Жан IV умер в 1370 году, и Луи I как его наследник продал графство Осер королю Карлу V за 31 тысячу ливров.
Участвовал в Столетней войне под руководством Бертрана Дюгеклена.

## Семья
В 1376 году женился на Мари де Партене, дочери барона Гильома V II де Партене. От неё дети:
- Луи II (ум. 1422), граф Тоннера
- Гильом, рыцарь ордена иоаннитов
- Жан (погиб в битве при Азенкуре 1415), сеньор де Круази
- Гуго (ум. 1424), граф Тоннера
- Жанна (ум. 1440), графиня Тоннера с 1424
- Маргарита (ум. после 1443), дама де Сент-Аньян, наследница Тоннера
- Мария (ум. 1412), дама де Лэнь.

После развода с Мари де Партене Луи I де Шалон женился на Жанне де ла Бом. Детей в этом браке не было.